# رازاژیلین
رازاژیلین (به انگلیسی: Rasagiline) یک مهارکننده‌ی غیرقابل‌برگشت و انتخابی مونوآمین اکسیداز B است که در درمان پارکینسون به کار می‌رود.

## دوز استاندارد
دوز استاندارد این دارو یک میلی گرم در روز است.